# سناء الصايغ
سناء الصايغ هي عميد كلية العلوم والتكنولوجيا في جامعة فلسطين. وقد مثلت جامعة فلسطين في العديد من المؤتمرات في جميع أنحاء العالم على مدى السنوات القليلة الماضية.

## اعتناق الإسلام
أثار اعتناق سناء الصايغ الإسلام من المسيحية عام 2007 الجدل. اتهم مسؤولو حركة فتح منافسيهم السياسيين في حركة حماس بخطف سناء الصايغ، وإجبارها على اعتناق الإسلام، وقد نفت حركة حماس هذا الادعاء.
قابلت سناء والدتها في منزل مسؤول في حماس، وقالت لها «نعم، الله قد وجهني إلى الطريق الصحيح»، لكن الأم ادعت لاحقا أن ابنتها سناء أُجبرت على قول ذلك. كما أن مصادر أخرى مقربة من العائلة قد أدعت أن سناء اتصلت بهم وذلك للإشارة أنها قد أُجبرت على الزواج من أستاذ جامعي مسلم.
قال علاء عكلوك، وهو رجل دين كبير في غزة، أنه التقى بسناء الصايغ وتوصل إلى أنها اعتنقت الإسلام بإرادتها الحرة، ونفى الادعاءات عن زواجها من رجل مسلم. علاوة على ذلك، قال علاء أن سناء «خائفة» من إخبار عائلتها عن اعتناقها للإسلام.
قالت حنان مطر، الناشطة في المركز الفلسطيني لحقوق الإنسان في غزة، أنها التقت بسناء الصايغ التي نفت أنها قد اعتنقت الإسلام بسبب زواجها. ووصفت سلوك سناء بأنه «سلوك امرأة مسلمة متدينة».